# David Buckel
David Stroh Buckel (Batavia (New York), 13 juni 1957 – Prospect Park (Brooklyn), 14 april 2018) was een Amerikaans advocaat en Lgbt-activist. Hij stierf op 14 april 2018 door zelfverbranding, uit protest tegen het gebruik van fossiele brandstoffen.
Buckel was adviseur en projectleider inzake het homohuwelijk bij Lambda Legal, een Amerikaanse organisatie voor LGBT-rechten. Hij voerde verschillende succesvolle processen rond LGBT-rechten, en was daarnaast ook actief op ecologisch gebied, met name in het NYC Compost Project. In dat kader schreef hij een gids voor het composteren.
In zijn afscheidsboodschap schreef Buckel dat hij zichzelf had verbrand met fossiele brandstoffen als symbool voor de schade die mensen aan zichzelf en de natuur toebrengen.